# 森美蘭州立清真寺
2°43′20″N 101°56′33″E / 2.7222°N 101.9425°E
森美蘭州立清真寺（馬來語：、阿拉伯语：‎）是馬來西亞森美蘭的州立清真寺，位於首府芙蓉市東南方拿督哈姆扎路、仳鄰湖濱公園。
1965年動工，1967年11月24日由時任嚴端的端姑查法揭幕。
清真寺揉合了現代主義和米南加保風格。可容納3,000人聚禮。